# Rayhana bint Zayd
Rayhana bint Zayd (en arabe : ريحانة بنت زيد) est une femme juive de la tribu Banu Nadir. Esclave de Mahomet, elle serait devenue son épouse selon certains historiens. Elle est considérée comme telle par les musulmans qui la considèrent comme l'une des Ummahaatu'l-Mu'mineen, ou Mères des fidèles — les épouses de Mahomet.

## Biographie
Rayhana bint Zayd est, à l'origine, membre de la tribu des Banu Nadir. Elle est mariée à Abdulhakem, un homme des Banu Qurayza. Les Banu Qurayza sont vaincus par les armées de Mahomet en 627 (an 5 de l'Hégire),. Les hommes sont tués, les femmes et les enfants faits prisonniers.[réf. nécessaire]
Selon Ibn Ishaq, Mahomet choisit Rayhana comme esclave de guerre (jarya) et lui propose de l'épouser. « L’Apôtre lui proposa le mariage et de mettre un voile sur elle, mais elle dit : « Non, laisse-moi en ton pouvoir, parce que cela sera plus simple pour toi et pour moi. »  Alors, il la laissa dans cette situation ». Rayhana reste attachée au judaïsme. Cependant, après un certain temps, elle décide de se convertir à l'islam. Mahomet peut alors l'affranchir et l'épouser.    
Ibn Sa'd écrit, en citant Waqidi, qu'elle a été affranchie et épousée plus tard par Mahomet. Selon Al-Halabi, Mahomet l'a épousée et lui a offert une dot. Ibn Hajar cite une description tirée de l'Histoire de Médine de Muhammad Ibn al-Hassam, de la maison que Mahomet a donnée à Rayhana après leur mariage.  
Dans une autre version, Hafiz Ibn Minda écrit que Mahomet a libéré Rayhana et qu'elle est retournée vivre avec son propre peuple. Cette version est également soutenue comme la plus probable par le savant musulman du XIXe siècle, Shibli Nomani.
Comme pour Maria al-Qibtiyya, une autre esclave, on ne sait donc pas avec certitude si Rayhana bint Zayd est une esclave, une concubine ou une épouse officielle de Mahomet,,,.
Cependant, la position la plus acceptée parmi les musulmans est que le prophète l'a affranchie et épousée. 
Rayhana bint Zayd est morte jeune, en 631, et a été enterrée au cimetière d’al-Baqīʿ .